# 五郎丸站
五郎丸站（日语：／ Gorōmaru eki */?）是位於福岡縣久留米市宮之陣四丁目，西日本鐵道（西鐵）的甘木線車站。車站編號為A11。

## 歷史
- 1915年（大正4年）10月15日 - 三井電氣軌道（日语：三井電気軌道）車站啟用。
- 1924年（大正13年）6月30日 - 與九州鐵道（日语：九州鉄道 (2代)）合併，成為九州鐵道車站。
- 1942年（昭和17年）
  - 9月19日 - 與九州電氣軌道（日语：九州電気軌道）合併，成為九州電氣軌道車站。
  - 9月22日 - 九州電氣軌道改名為西日本鐵道。
- 1972年（昭和47年） - 翻新車站大樓。
- 2008年（平成20年）5月18日 - 此站開始可以使用IC卡nimoca。
- 2017年（平成29年）2月1日 - 此站引入車站編號[1]。
- 2021年（令和3年）4月1日 - 隨著引入中央控制行車，整日成為無人車站[2][3]。

## 車站構造

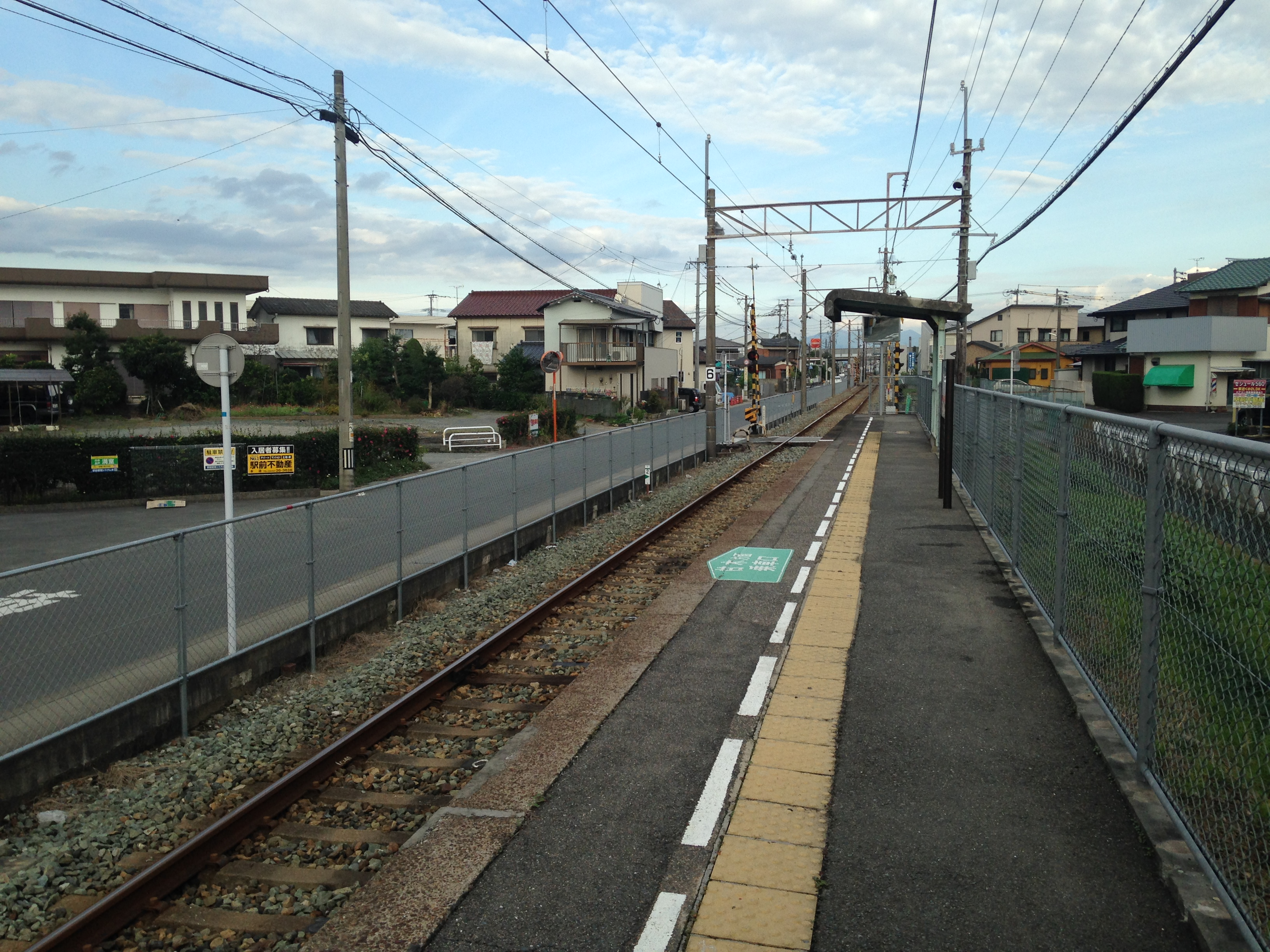
月台

車站是一座地面車站，設有1面1線的月台。此站設有簡單車站大樓。車站櫃臺的營業時間為6:30-11:00和16:00-22:00。

### 月台
| 月台 | 路線    | 上下行 | 方向                       | 備註 |
| ---- | ------- | ------ | -------------------------- | ---- |
| 1    | ■甘木線 | 下行   | 甘木方向                   |      |
| 1    | ■甘木線 | 上行   | 宮之陣、久留米、大牟田方向 |      |

## 使用狀況
在2019年度，1日平均上下車人次為753人。
以下為各年度1日平均上下車人次列表：
| 年度   | 1日平均 乘車人次 | 1日平均 上下車人次 |
| ------ | ---------------- | ------------------ |
| 2007年 | 285              | 558                |
| 2008年 | 260              | 512                |
| 2009年 | 249              | 495                |
| 2010年 | 241              | 485                |
| 2011年 | 243              | 494                |
| 2012年 |                  | 514                |
| 2013年 |                  | 547                |
| 2014年 | 252              | 548                |
| 2015年 | 298              | 636                |
| 2016年 | 342              | 717                |
| 2017年 | 353              | 740                |
| 2018年 | 362              | 756                |
| 2019年 |                  | 753                |

## 車站周邊
車站周邊設有名為宮之陣的住宅區。
- 笠喜Block 久留米工場
- 九州自動車道
- 久留米商業廣場
- 宮之陣郵局
- 松藤食品
- 日本紅十字會 九州塊血中心

## 巴士路線
- 九州自動車道宮之陣巴士站（日语：宮の陣バスストップ） - 步行10分鐘。

## 相鄰車站
西日本鐵道
■甘木線
宮之陣（T25）－五郎丸（A11）－學校前（A10）

## 注腳
1. ↑   (PDF). 西日本鐵道. 2017-01-24  [2017年3月20日]. （原始内容存档 (PDF)于2020-07-28） （日语）.
2. ↑   (PDF) (新闻稿). 西日本鉄道広報部. 2021-03-19  [2021-03-19]. （原始内容 (PDF)存档于2021-03-19） （日语）.
3. ↑   (PDF) (新闻稿). 西日本鉄道広報部. 2020-08-28  [2020-08-28]. （原始内容 (PDF)存档于2020-08-28） （日语）.
4. ↑  . 西日本鉄道株式会社.   [2021-01-14]. （原始内容存档于2021-01-29） （日语）.
5. ↑  久留米市統計書（運輸・通信）西鐵各站上下車人次 （页面存档备份，存于）（日語） 2021年3月4日參閲

## 外部連結
- 五郎丸站（西鐵沿線web） （页面存档备份，存于）（日語）